# Вуэльта Андалусии 1980
26-й выпуск Вуэльта Андалусии — шоссейной многодневной велогонки по дорогам Испании. Гонка длиной 728 километров проходила с 5 по 10 февраля 1980 года.

### Участники
| Профессиональные велокоманды (3)- IJsboerke-Warncke Eis - Teka - Magniflex-Olmo |
|                                                                                 |

## Этапы
| Этап   | Дата   | Маршрут                          | type                    | Длина (км) | Победитель               | Лидер генеральной классификации |
| ------ | ------ | -------------------------------- | ----------------------- | ---------- | ------------------------ | ------------------------------- |
| Пролог | 5 фев  | Эльче – Эльче                    | командная разделка      | 17         | Magniflex-Olmo           |                                 |
| 1      | 6 фев  | Санта-Пола – Лорка               |                         | 138        | Рафаэль Ладрон де Гевара |                                 |
| 2      | 7 фев  | Агилас – Альмерия                |                         | 160        | Ноэль Дежонкхеер         |                                 |
| 3      | 8 фев  | Адра – Гранада                   |                         | 126        | Даниэль Виллемс          |                                 |
| 4      | 9 фев  | Ланхарон – Ринкон-де-ла-Викториа |                         | 166        | Ноэль Дежонкхеер         |                                 |
| 5a     | 10 фев | Фуэнхирола – Марбелья            | индивидуальная разделка | 27         | Даниэль Виллемс          |                                 |
| 5b     | 10 фев | Марбелья – Ронда                 |                         | 94         | Бернт Юханссон           | Даниэль Виллемс                 |

## Ход гонки

### Пролог
| \| Результаты этапа \| Результаты этапа \| Результаты этапа \| Результаты этапа \| Результаты этапа \| Результаты этапа \| \| Команда \| Команда \| Время \| Отставание \| Скорость \| \| \| ---------------- \| --------------------- \| ---------------- \| ---------------- \| ---------------- \| ---------------- \| \| 1-й \| Magniflex-Olmo \| 38' 00 \| 19' 00 \| 26.84 км/ч \| \| \| 2-й \| IJsboerke-Warncke Eis \| 19' 00 \| + 0 \| 53.68 км/ч \| \| \| 3-й \| Teka \| 19' 12 \| + 12 \| 53.12 км/ч \| \| |                       |        |            |            |
| |                       |        |            |            |
| Источник: Cycling Archives |                       |        |            |            |
| Результаты этапа |                       |        |            |            |
| Команда | Команда               | Время  | Отставание | Скорость   |
| 1-й | Magniflex-Olmo        | 38' 00 | 19' 00     | 26.84 км/ч |
| 2-й | IJsboerke-Warncke Eis | 19' 00 | + 0        | 53.68 км/ч |
| 3-й | Teka                  | 19' 12 | + 12       | 53.12 км/ч |

| \| Генеральная классификация \| Генеральная классификация \| Генеральная классификация \| Генеральная классификация \| Генеральная классификация \| \| Гонщик \| Гонщик \| Команда \| Время \| \| \| ------------------------- \| ------------------------- \| ------------------------- \| ------------------------- \| ------------------------- \| |        |         |       |
| |        |         |       |
| Источник: Cycling Archives |        |         |       |
| Генеральная классификация |        |         |       |
| Гонщик | Гонщик | Команда | Время |

### Этап 1
| \| Результаты этапа \| Результаты этапа \| Результаты этапа \| Результаты этапа \| Результаты этапа \| \| Гонщик \| Гонщик \| Команда \| Время \| \| \| ---------------- \| ------------------------ \| ------------------- \| ---------------- \| ---------------- \| \| 1-й \| Рафаэль Ладрон де Гевара \| Fosforera-Vereco MG \| \| \| |                          |                     |       |
| |                          |                     |       |
| Источник: Cycling Archives |                          |                     |       |
| Результаты этапа |                          |                     |       |
| Гонщик | Гонщик                   | Команда             | Время |
| 1-й | Рафаэль Ладрон де Гевара | Fosforera-Vereco MG |       |

| \| Генеральная классификация \| Генеральная классификация \| Генеральная классификация \| Генеральная классификация \| Генеральная классификация \| \| Гонщик \| Гонщик \| Команда \| Время \| \| \| ------------------------- \| ------------------------- \| ------------------------- \| ------------------------- \| ------------------------- \| |        |         |       |
| |        |         |       |
| Источник: Cycling Archives |        |         |       |
| Генеральная классификация |        |         |       |
| Гонщик | Гонщик | Команда | Время |

### Этап 2
| \| Результаты этапа \| Результаты этапа \| Результаты этапа \| Результаты этапа \| Результаты этапа \| \| Гонщик \| Гонщик \| Команда \| Время \| \| \| ---------------- \| ---------------- \| ---------------- \| ---------------- \| ---------------- \| \| 1-й \| Ноэль Дежонкхеер \| Teka \| \| \| |                  |         |       |
| |                  |         |       |
| Источник: Cycling Archives |                  |         |       |
| Результаты этапа |                  |         |       |
| Гонщик | Гонщик           | Команда | Время |
| 1-й | Ноэль Дежонкхеер | Teka    |       |

| \| Генеральная классификация \| Генеральная классификация \| Генеральная классификация \| Генеральная классификация \| Генеральная классификация \| \| Гонщик \| Гонщик \| Команда \| Время \| \| \| ------------------------- \| ------------------------- \| ------------------------- \| ------------------------- \| ------------------------- \| |        |         |       |
| |        |         |       |
| Источник: Cycling Archives |        |         |       |
| Генеральная классификация |        |         |       |
| Гонщик | Гонщик | Команда | Время |

### Этап 3
| \| Результаты этапа \| Результаты этапа \| Результаты этапа \| Результаты этапа \| Результаты этапа \| \| Гонщик \| Гонщик \| Команда \| Время \| \| \| ---------------- \| ---------------- \| --------------------- \| ---------------- \| ---------------- \| \| 1-й \| Даниэль Виллемс \| IJsboerke-Warncke Eis \| \| \| |                 |                       |       |
| |                 |                       |       |
| Источник: Cycling Archives |                 |                       |       |
| Результаты этапа |                 |                       |       |
| Гонщик | Гонщик          | Команда               | Время |
| 1-й | Даниэль Виллемс | IJsboerke-Warncke Eis |       |

| \| Генеральная классификация \| Генеральная классификация \| Генеральная классификация \| Генеральная классификация \| Генеральная классификация \| \| Гонщик \| Гонщик \| Команда \| Время \| \| \| ------------------------- \| ------------------------- \| ------------------------- \| ------------------------- \| ------------------------- \| |        |         |       |
| |        |         |       |
| Источник: Cycling Archives |        |         |       |
| Генеральная классификация |        |         |       |
| Гонщик | Гонщик | Команда | Время |

### Этап 4
| \| Результаты этапа \| Результаты этапа \| Результаты этапа \| Результаты этапа \| Результаты этапа \| \| Гонщик \| Гонщик \| Команда \| Время \| \| \| ---------------- \| ---------------- \| ---------------- \| ---------------- \| ---------------- \| \| 1-й \| Ноэль Дежонкхеер \| Teka \| \| \| |                  |         |       |
| |                  |         |       |
| Источник: Cycling Archives |                  |         |       |
| Результаты этапа |                  |         |       |
| Гонщик | Гонщик           | Команда | Время |
| 1-й | Ноэль Дежонкхеер | Teka    |       |

| \| Генеральная классификация \| Генеральная классификация \| Генеральная классификация \| Генеральная классификация \| Генеральная классификация \| \| Гонщик \| Гонщик \| Команда \| Время \| \| \| ------------------------- \| ------------------------- \| ------------------------- \| ------------------------- \| ------------------------- \| |        |         |       |
| |        |         |       |
| Источник: Cycling Archives |        |         |       |
| Генеральная классификация |        |         |       |
| Гонщик | Гонщик | Команда | Время |

### Этап 5a
| \| Результаты этапа \| Результаты этапа \| Результаты этапа \| Результаты этапа \| Результаты этапа \| \| Гонщик \| Гонщик \| Команда \| Время \| \| \| ---------------- \| ---------------- \| --------------------- \| ---------------- \| ---------------- \| \| 1-й \| Даниэль Виллемс \| IJsboerke-Warncke Eis \| \| \| |                 |                       |       |
| |                 |                       |       |
| Источник: Cycling Archives |                 |                       |       |
| Результаты этапа |                 |                       |       |
| Гонщик | Гонщик          | Команда               | Время |
| 1-й | Даниэль Виллемс | IJsboerke-Warncke Eis |       |

| \| Генеральная классификация \| Генеральная классификация \| Генеральная классификация \| Генеральная классификация \| Генеральная классификация \| \| Гонщик \| Гонщик \| Команда \| Время \| \| \| ------------------------- \| ------------------------- \| ------------------------- \| ------------------------- \| ------------------------- \| |        |         |       |
| |        |         |       |
| Источник: Cycling Archives |        |         |       |
| Генеральная классификация |        |         |       |
| Гонщик | Гонщик | Команда | Время |

### Этап 5b
| \| Результаты этапа \| Результаты этапа \| Результаты этапа \| Результаты этапа \| Результаты этапа \| \| Гонщик \| Гонщик \| Команда \| Время \| \| \| ---------------- \| ---------------- \| ---------------- \| ---------------- \| ---------------- \| \| 1-й \| Бернт Юханссон \| \| \| \| |                |         |       |
| |                |         |       |
| Источник: Cycling Archives |                |         |       |
| Результаты этапа |                |         |       |
| Гонщик | Гонщик         | Команда | Время |
| 1-й | Бернт Юханссон |         |       |

## Итоговые классификации
| \| Генеральная классификация \| Генеральная классификация \| Генеральная классификация \| Генеральная классификация \| Генеральная классификация \| \| Гонщик \| Гонщик \| Команда \| Время \| \| \| ------------------------- \| ------------------------- \| ------------------------- \| ------------------------- \| ------------------------- \| \| 1-й \| Даниэль Виллемс \| IJsboerke-Warncke Eis \| 20ч 42' 11 \| \| \| 2-й \| Бернт Юханссон \| \| + 56 \| \| \| 3-й \| Эулалио Гарсиа \| Teka \| + 2' 17 \| \| |                 |                       |            |
| |                 |                       |            |
| Источники: ProCyclingStats Cycling Archives |                 |                       |            |
| Генеральная классификация |                 |                       |            |
| Гонщик | Гонщик          | Команда               | Время      |
| 1-й | Даниэль Виллемс | IJsboerke-Warncke Eis | 20ч 42' 11 |
| 2-й | Бернт Юханссон  |                       | + 56       |
| 3-й | Эулалио Гарсиа  | Teka                  | + 2' 17    |